# Ommatius achaetus
Ommatius achaetus är en tvåvingeart som beskrevs av Scarbrough 1994. Ommatius achaetus ingår i släktet Ommatius och familjen rovflugor. Inga underarter finns listade i Catalogue of Life.